# Cultura protovillanoviana

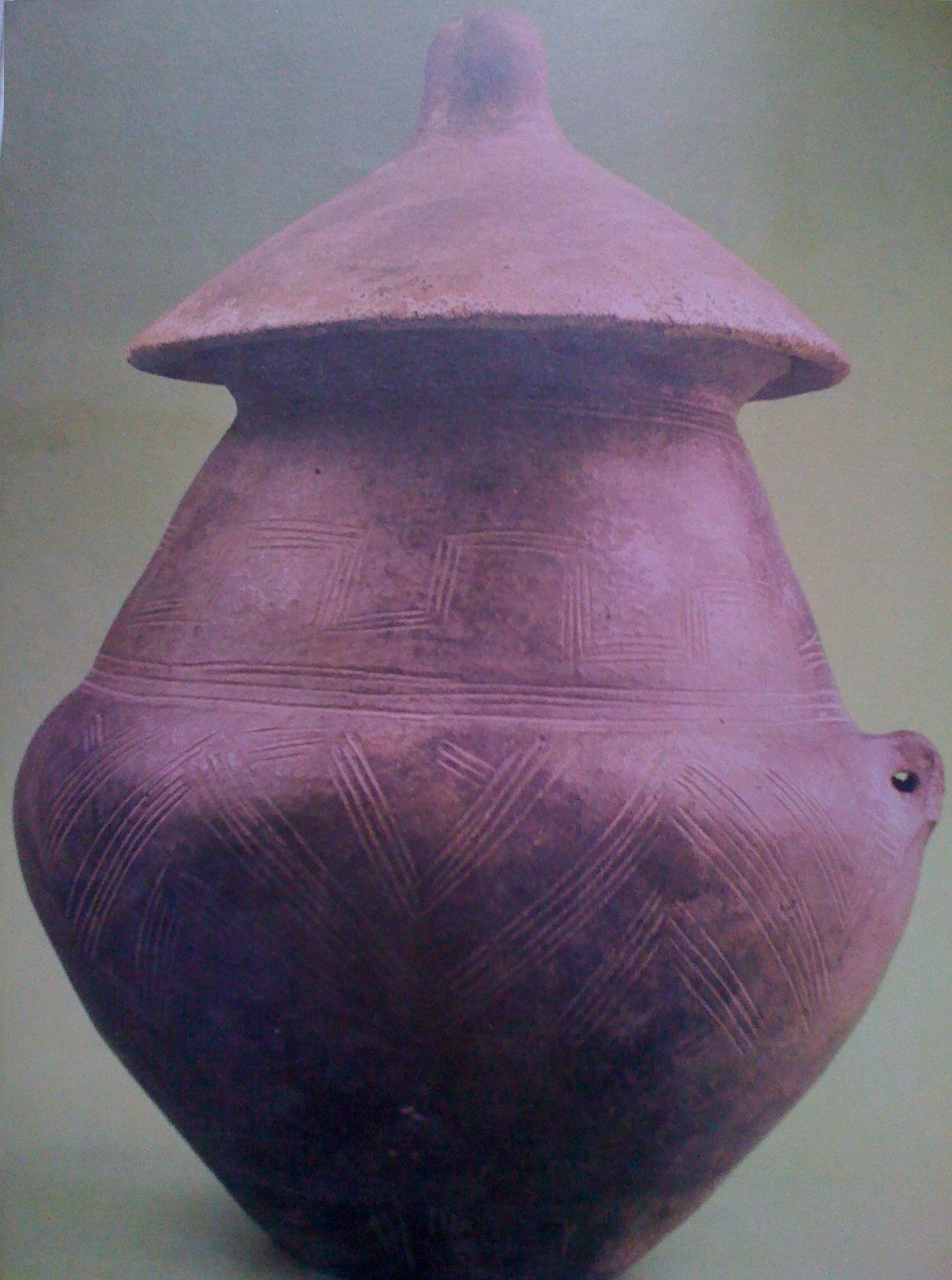
Urna cineraria protovillanoviana proveniente dal sepolcreto di Poggio della Pozza, riferibile all'abitato di Monte Rovello presso Allumiere nei monti della Tolfa (Lazio) risalente al sec. XI a.C.

La cultura protovillanoviana (XII secolo a.C. - X secolo a.C.) è una facies culturale sovranazionale, derivata dalla cultura dei campi di urne dell'Europa centrale, che si diffonde in gran parte d'Italia, incluse la Sicilia orientale e le isole Eolie, tra il 1175 a.C. e il 960 a.C. circa, nell'età del bronzo finale, caratterizzata dal rituale funerario dell’incinerazione.

## Origini

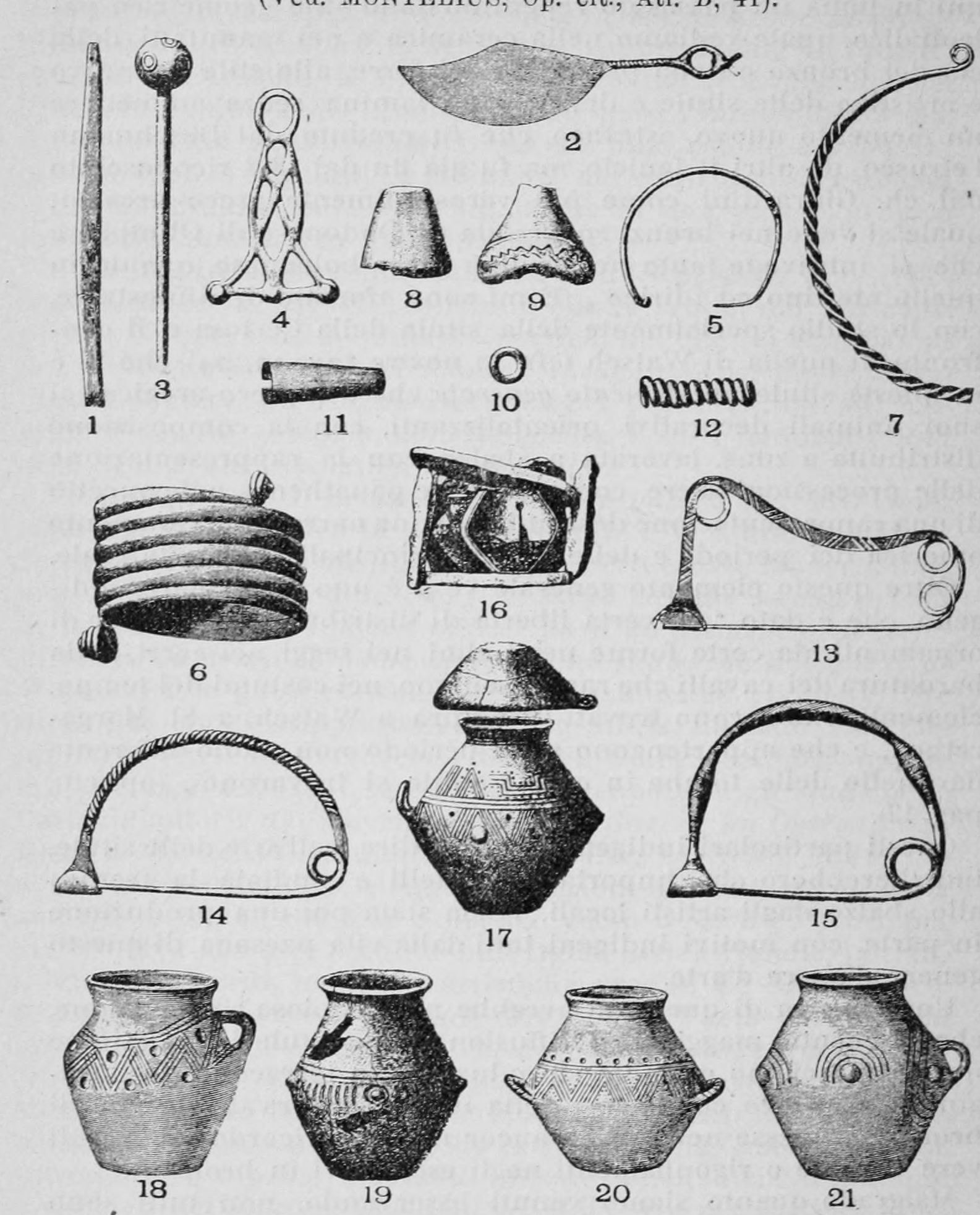
Rinvenimenti dalla necropoli di Bismantova (RE)

La cultura protovillanoviana, termine introdotto da Giovanni Patroni nel 1937, è inserita nel circuito dei campi d'urne dell'Europa centrale (dal tedesco Urnenfelder), e mostra, in particolare, una certa rassomiglianza con i gruppi regionali a nord della Alpi orientali, specificatamente quelli della Baviera-Alta Austria e quelli del medio-Danubio.
Secondo l'archeologo americano Malcolm H. Wiener:
(Peter M. Fischer & Teresa Bürge (eds.), 'Sea Peoples' Up-to-Date: New Research on Transformation in the Eastern Mediterranean in the 13th-11th Centuries BCE, 2017 p.54)
Per Francesco di Gennaro, inoltre, la cultura protovillanoviana mostra affinità settentrionali con la cultura lusaziana e quella di Canegrate:
(Francesco di Gennaro, Protovillanoviano, Enciclopedia dell'Arte Antica (1996))

## Diffusione

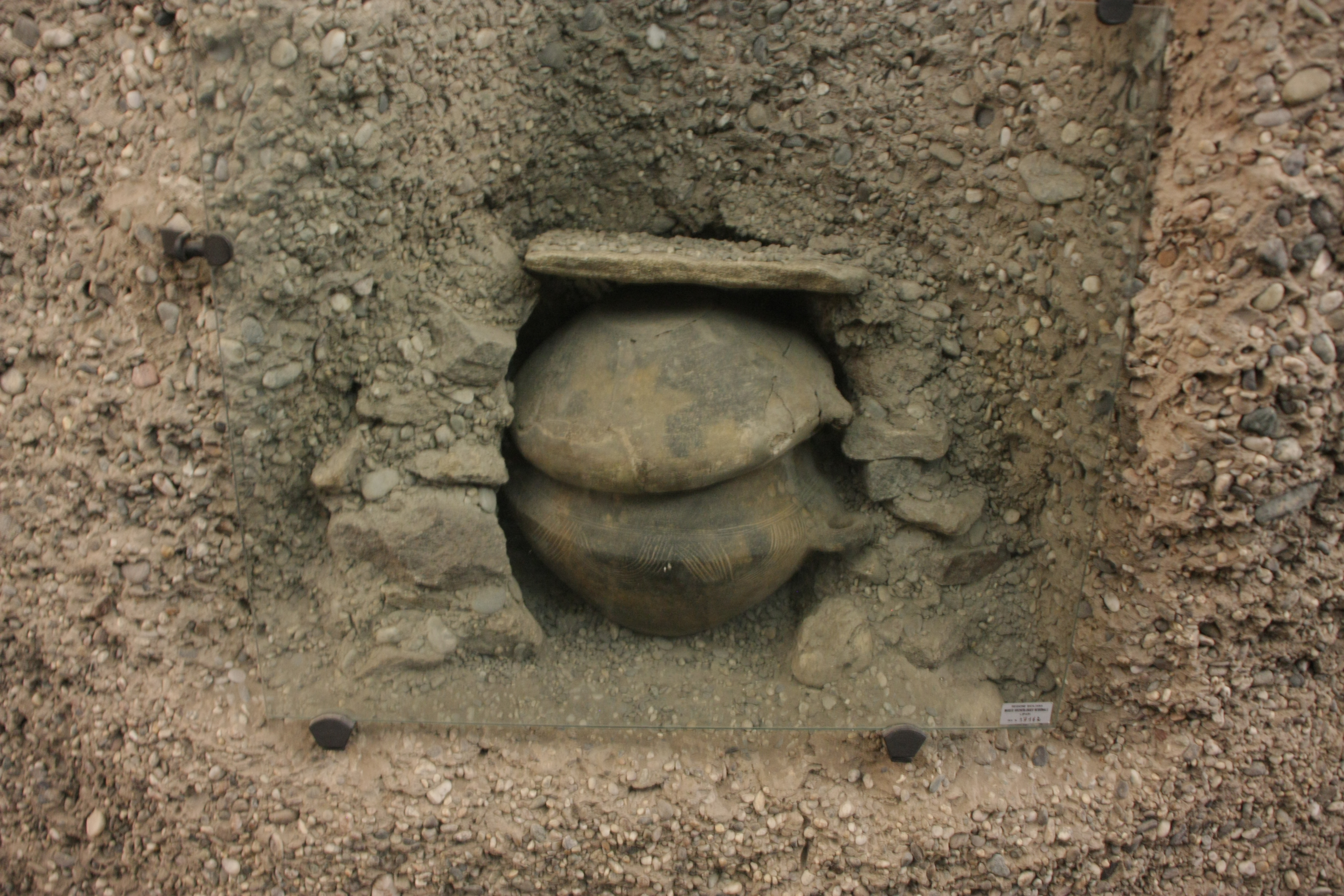
Necropoli a cremazione di Milazzo (ME)

In conseguenza della diffusione della cultura protovillanoviana, la penisola italiana conobbe una rilevante unificazione culturale, che interessò il territorio dal nord sino alla Sicilia orientale. Abitati e tombe di aspetto protovillanoviano sono numerosi in tutta la penisola, particolarmente nel centro-nord ad esempio a Frattesina nel Veneto, a Bismantova e Ripa Calbana in Emilia-Romagna, a Cetona, Sovana e Saturnia in Toscana, nei monti della Tolfa nel Lazio, a Pianello di Genga e Ancona (Colle dei Cappuccini) nelle Marche, mentre nel sud importanti sono i siti di Ortucchio in Abruzzo, di Timmari a Matera (Basilicata), Torre Castelluccia, Canosa (Puglia), Tropea (Calabria) e di Milazzo (Sicilia). In base ad alcune caratteristiche comuni è possibile individuare dei sottogruppi regionali come il gruppo Chiusi-Cetona, il gruppo Tolfa-Allumiere, il gruppo di Roma-Colli Albani ecc..

## Cultura materiale
Le caratteristiche della produzione materiale protovillanoviana si possono riassumere nella ceramica in produzioni vascolari decorate a solcature con motivi geometrici e a coppelle, e nella metallurgia con la produzione di bronzi laminati decorati a sbalzo, lavorazione detta "a borchiette e puntini".

## Usi funerari
La cultura protovillanoviana presenta molti tratti in comune con la cultura dei campi di urne dell'Europa centrale, in particolare per quanto riguarda le pratiche funerarie.
I defunti venivano cremati e successivamente le loro ceneri venivano riposte in urne biconiche di ceramica, decorate generalmente con disegni geometrici, interrate nella nuda terra o in pozzetto o in una cassetta di lastre di pietra; i motivi decorativi della ceramica sono solcati nell'argilla prima della cottura e solo nelle regioni meridionali sono realizzati anche tramite pittura.

## Culto

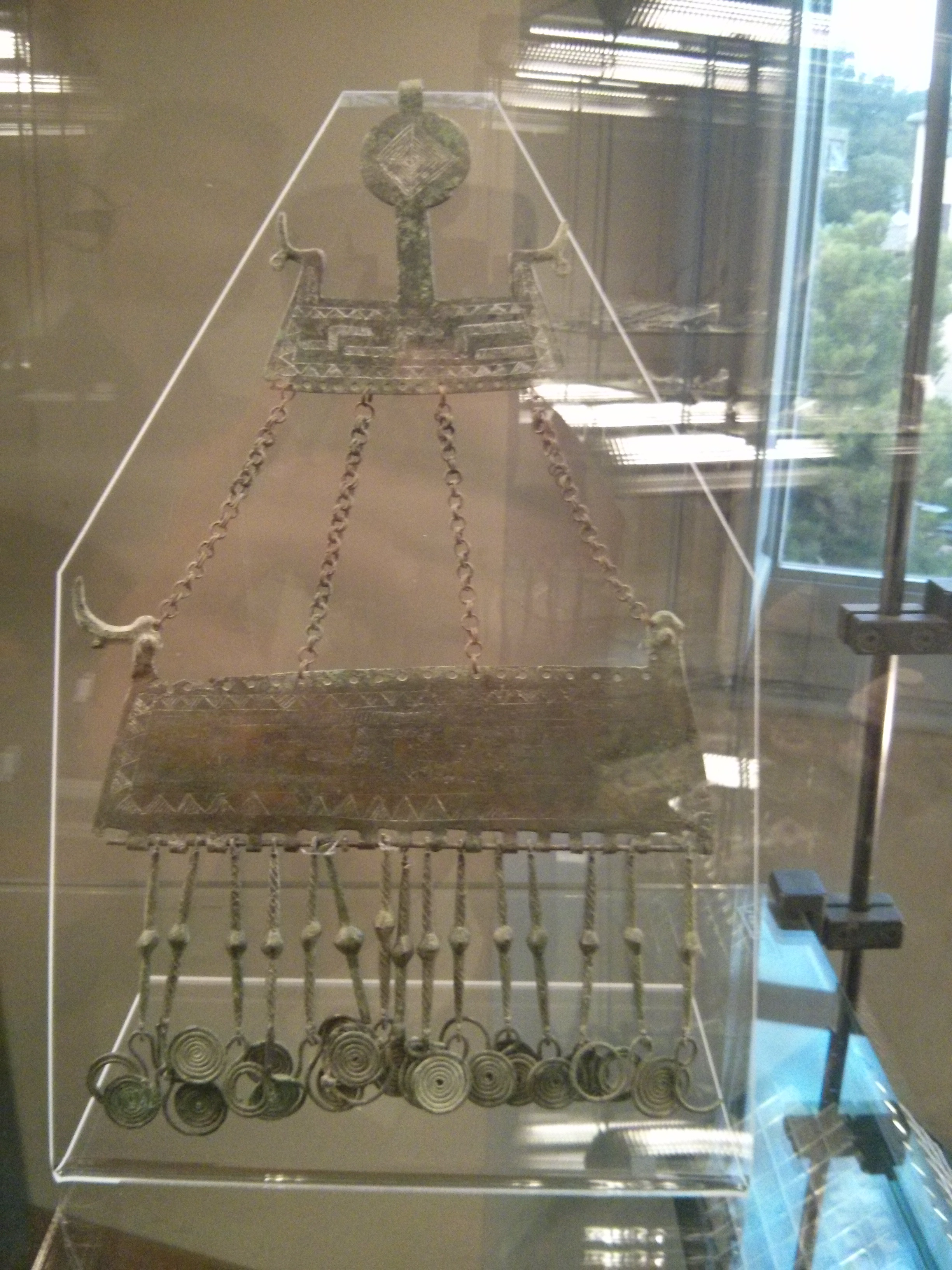
Raffigurazione della barca solare con protomi di anatra selvatica a prua e a poppa nella parte superiore di un pettorale piceno (Museo archeologico nazionale delle Marche)

Tra i caratteri distintivi dell'aspetto protovillanoviano legati al culto, Di Gennaro indica:

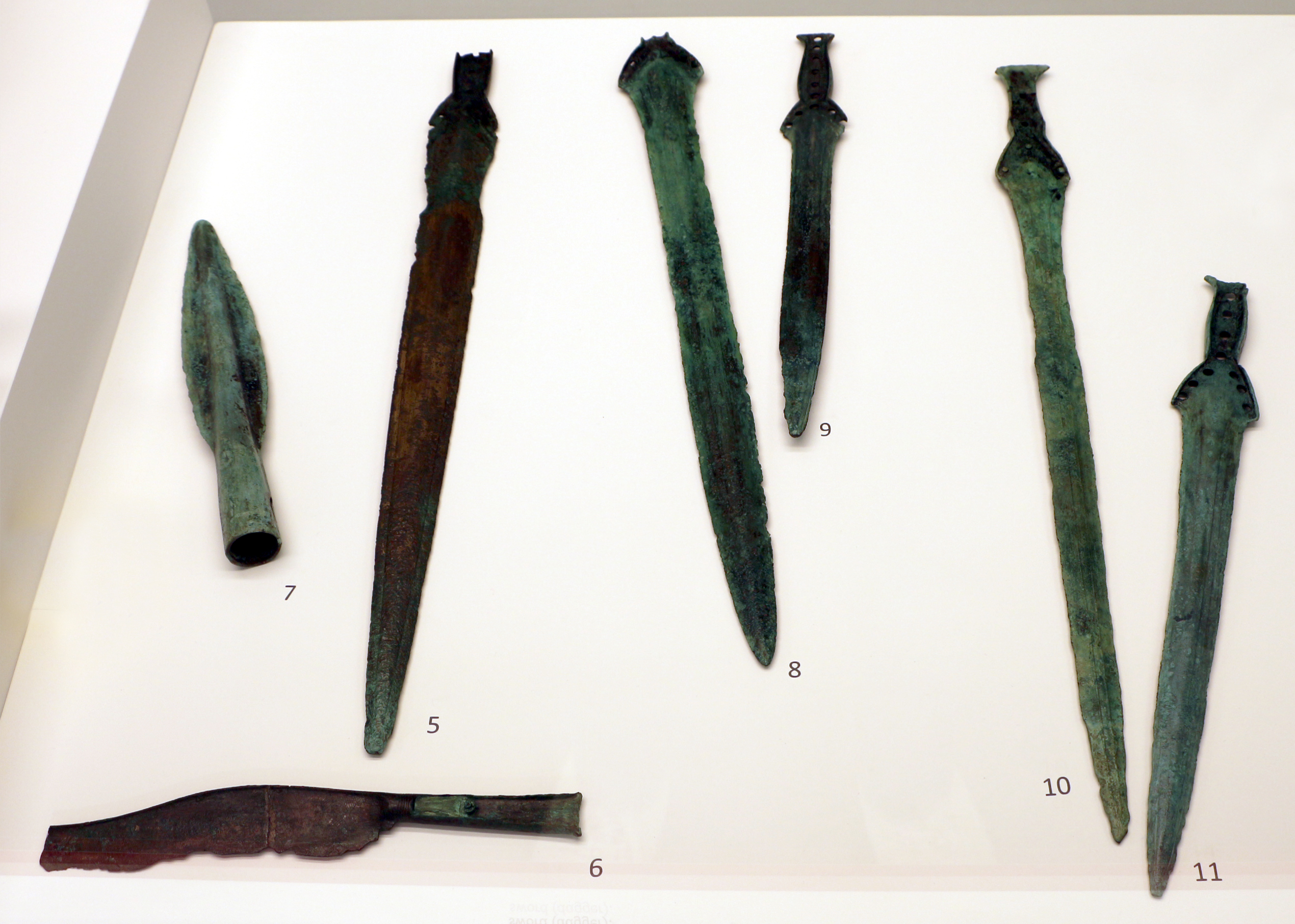
Spade, coltelli, punte di lancia da Castellace

### Depositi votivi
Il ritrovamento di vari depositi di bronzi ha fatto ipotizzare che questi oggetti fossero offerte votive alle divinità o corredi per l'aldilà. Molto spesso questi depositi o "ripostigli" erano situati nei letti dei fiumi o più in generale nelle zone umide, forse ad indicare un culto incentrato su una qualche divinità delle acque. Tuttavia in alcuni casi questi depositi sono da intendere come un semplice accumulo di oggetti pronti per essere rifusi e quindi riciclati.

## Insediamenti
Gli insediamenti protovillanoviani venivano generalmente edificati su alture ben difese ed erano spesso muniti anche di fortificazioni artificiali. In alcuni insediamenti vivevano comunità di piccole dimensioni numeriche (50-100 individui); si è calcolato che nell'Italia medio-tirrenica le dimensioni medie delle aree di insediamento fossero di 40-50.000 metri quadrati, con 300-500 abitanti. Non mancavano insediamenti di maggior rilevanza (500-1000 individui) che probabilmente esercitavano una sorta di egemonia sui centri più piccoli.

## Aspetti socio-economici
L'economia nell'età del bronzo finale era basata principalmente sull'agricoltura, l'allevamento, la pastorizia e sulle attività connesse alla metallurgia.

### Commercio
Nell'età del bronzo finale, corrispondente all'aspetto culturale protovillanoviano, nella penisola si intensificano gli scambi commerciali con le popolazioni di altre civiltà, effettuati sia per via terrestre sia per via marittima. L'Italia protovillanoviana era parte di un importante "circuito commerciale" con le popolazioni dell'Egeo, dei Balcani, del nord delle Alpi, della Sardegna nuragica ecc.

### Stratificazione sociale
Il ritrovamento di edifici di grandi dimensioni e di sepolture che, specie in alcune aree (per esempio i Monti della Tolfa) si presentano fortemente differenziate per complessità dei "corredi" e per ricchezza dei materiali, dimostra che in queste comunità esisteva già una certa stratificazione sociale; nelle comunità assunse un ruolo particolare la figura dell'artigiano specialista. Questo fenomeno di articolazione sociale ebbe luogo soprattutto fra le comunità protovillanoviane dell'Etruria meridionale e del Lazio.

## Sviluppi della cultura protovillanoviana

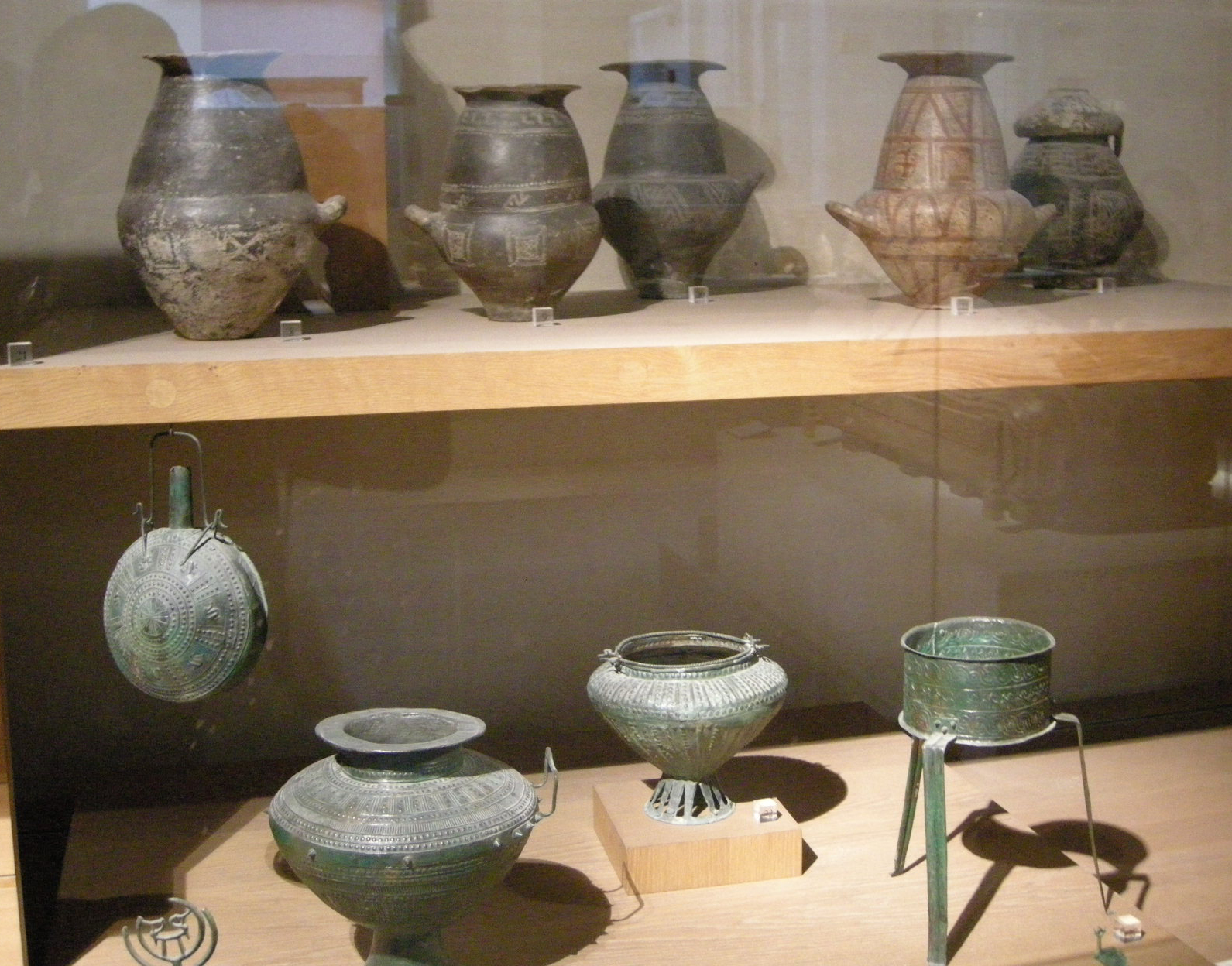
Reperti villanoviani

Nella successiva età del ferro si assiste a un processo di regionalizzazione della cultura protovillanoviana, possono essere così distinti una serie di gruppi regionali: nel nord Italia appare la cultura di Golasecca associata a una popolazione di lingua leponzia, nel Veneto si sviluppa la civiltà atestina associata ai Paleoveneti, nel centro e nord Italia appare la civiltà villanoviana associata agli Etruschi, nel centro Italia la cultura laziale associata ai Protolatini, e la cultura di Terni associata ai Protoumbri. L'elemento di legame più evidente fra il protovillanoviano, il golasecchiano, l'atestino, il villanoviano, la cultura laziale è il rito dell'incinerazione dei defunti che non subisce particolari cambiamenti cerimoniali e sarà praticato per secoli sia dalle popolazioni di lingua indoeuropea che da quelle di lingua preindoeuropea come gli Etruschi. Mentre nella cultura di Terni l'incinerazione rimane documentata maggiormente nella fase iniziale detta Terni I, è infatti il rito inumatorio quello caratteristico dei costumi funerari delle popolazioni di etnia umbra. Si riconosce che la cultura protovillanoviana abbia avuto un ruolo anche nell'etnogenesi dei Piceni e delle altre popolazioni di lingua osco-umbra.

## Ipotesi linguistiche
Benché non vi siano prove certe, non esistendo iscrizioni risalenti a quest'epoca, si è ipotizzato che la diffusione della cultura protovillanoviana in Italia coincida con la discesa delle popolazioni appartenenti alle lingue italiche, nel contesto della migrazioni indoeuropee della seconda metà dell'età del bronzo. Marija Gimbutas sosteneva una colonizzazione "proto-Italica" dell'Italia centro-settentrionale da parte dei gruppi di campi di urne "Nord-Alpini" (Baviera e Austria). Somiglianze fra le ceramiche dei campi di urne di quest'area geografica e quelle protovillanoviane sono state notate dalla stessa autrice.
David W. Anthony, argomentando sulla supposta unità linguistica italo-celtica, ha collegato l'arrivo degli Italici con la cultura protovillanoviana, derivante a sua volta, secondo Anthony, dai campi di urne della pianura bavarese o dall'Ungheria. Secondo Kristian Kristansen la cultura protovillanoviana sarebbe piuttosto da associare al gruppo di Velatice-Baierdorf, tra Austria occidentale e Germania meridionale.
L'identificazione della cultura protovillanoviana con la sola famiglia linguistica italica è, tuttavia, problematica, come già sostenuto da Renato Peroni. Non esiste alcuna evidenza che tutte le popolazioni protovillanoviane parlassero lingue appartenenti alla stessa famiglia linguistica.
La stessa famiglia italica è divisa in due rami, lingue italiche occidentali (lingue latino-falische) e lingue italiche orientali (lingue osco-umbre). L'incinerazione, caratteristica del protovillanoviano, era diffusa significativamente solo nelle popolazioni di lingua latino-falisca (le popolazioni osco-umbre erano inumatrici, prevalentemente) e non tutti i linguisti sono concordi nel ritenere che questi due rami si siano formati in Italia.
La cultura protovillanoviana è, inoltre, associata anche ai Protoveneti, i quali, in epoca storica, parlavano la lingua venetica, lingua indoeuropea sulla cui classificazione non esiste ancora consenso. Così come dalla cultura protovillanoviana emergono anche i Protoetruschi intorno all'XI-X secolo a.C., e dal 900 a.C. circa la cultura villanoviana la fase più antica degli Etruschi che parlavano una lingua preindoeuropea. Simile situazione anche per i Reti, altra popolazione linguisticamente preindoeuropea e legata, presumibilmente, agli Etruschi. Anche il territorio retico, nella prima età del ferro, in particolare il tirolese, fu interessato da manifestazioni della cultura dei campi d'urne.
Talvolta, anche la cultura di Canegrate, seguita dalla cultura di Golasecca dell'età ferro, viene inserita nel contesto della cultura materiale del protovillanoviano. In questo caso si ipotizza che le migrazioni dei campi d'urne provenissero dal gruppo renano-svizzero, che si estende anche alla Francia orientale (abbreviato in francese: RSFO), dei campi di urne della Germania meridionale. Nella cultura di Golasecca sono attestate iscrizioni di lingua leponzia, considerata una lingua celtica.

## Genetica
Uno studio genetico pubblicato su Science nel novembre 2019 ha esaminato i resti di una donna di cultura protovillanoviana sepolta tra il 930 a.C. e l'839 a.C. circa a Martinsicuro, in Abruzzo, nell'area dei Piceni; portava l'aplogruppo U5a2b materno.